# José Vicente Rueda Almonacid
Pour les articles homonymes, voir Almonacid.
José Vicente Rueda Almonacid est un herpétologiste colombien, né en 1954.
Il coordonne le programme Biodiversidad y Especies Amenazadas, Conservación Internacional Colombia.

## Taxons nommés en son honneur
- Pristimantis ruedai (Ruiz-Carranza, Lynch & Ardila-Robayo, 1997)
- Hyalinobatrachium ruedai Ruiz-Carranza & Lynch, 1998
- Nymphargus vicenteruedai Velásquez-Álvarez, Rada, Sánchez-Pacheco & Acosta-Galvis, 2007

## Taxons décrits
- Anadia bumanguesa Rueda-Almonacid & Caicedo, 2004
- Anolis inderenae Rueda & Hernández-Camacho, 1988
- Anolis megalopithecus Rueda-Almonacid, 1989
- Anolis ruizi Rueda & Williams, 1986
- Atelopus arsyecue Rueda-Almonacid, 1994
- Atelopus mittermeieri Acosta-Galvis, Rueda-Almonacid, Velásquez-Álvarez, Sánchez-Pacheco & Peña-Prieto, 2006
- Atelopus muisca Rueda-Almonacid & Hoyos, 1992
- Hylomantis danieli (Ruiz-Carranza, Hernández-Camacho & Rueda-Almonacid, 1988)
- Pristimantis actinolaimus (Lynch & Rueda-Almonacid, 1998)
- Pristimantis bicolor (Rueda-Almonacid & Lynch, 1983)
- Pristimantis factiosus (Lynch & Rueda-Almonacid, 1998)
- Pristimantis fallax (Lynch & Rueda-Almonacid, 1999)
- Pristimantis fetosus (Lynch & Rueda-Almonacid, 1998)
- Pristimantis helvolus (Lynch & Rueda-Almonacid, 1998)
- Pristimantis lemur (Lynch & Rueda-Almonacid, 1998)
- Pristimantis lichenoides (Lynch & Rueda-Almonacid, 1997)
- Pristimantis parectatus (Lynch & Rueda-Almonacid, 1998)
- Pristimantis penelopus (Lynch & Rueda-Almonacid, 1999)
- Pristimantis suetus (Lynch & Rueda-Almonacid, 1998)
- Pristimantis susaguae (Rueda-Almonacid, Lynch & Galvis-Peñuela, 2003)
- Pristimantis torrenticola (Lynch & Rueda-Almonacid, 1998)
- Pristimantis tribulosus (Lynch & Rueda-Almonacid, 1997)
- Pristimantis veletis Lynch & Rueda-Almonacid, 1997
- Pristimantis viejas (Lynch & Rueda-Almonacid, 1999)
- Ptychoglossus eurylepis Harris & Rueda, 1985
- Ptychoglossus grandisquamatus Rueda, 1985
- Ranitomeya daleswansoni (Rueda-Almonacid, Rada, Sánchez-Pacheco, Velásquez-Álvarez & Quevedo-Gil, 2006)
- Ranitomeya dorisswansonae (Rueda-Almonacid, Rada, Sánchez-Pacheco, Velásquez-Álvarez & Quevedo-Gil, 2006)
- Sphenomorphus knollmanae Brown, Ferner & Rueda, 1995

Rueda Almonacid est l’abréviation habituelle de José Vicente Rueda Almonacid en zoologie.

Consulter la liste des abréviations d'auteur en zoologie ou la liste des taxons zoologiques assignés à cet auteur par ZooBank